# H2O (日本の歌手グループ)
H2O（エイチツーオー）は、日本の音楽デュオ。
1976年に結成され1985年に解散。1999年に再結成したが、その後、解散。代表曲は「想い出がいっぱい」、「ローレライ」など。

## メンバー
| 人名                         | 生年月日              | 出身地       | 担当                   |
| ---------------------------- | --------------------- | ------------ | ---------------------- |
| 中沢堅司 （なかざわ けんじ） | 1957年6月12日（68歳） | 長野県上田市 | ボーカル ギター        |
| 赤塩正樹 （あかしお まさき） | 1957年4月27日（68歳） | 長野県上田市 | ボーカル ギター ピアノ |

## 略歴
- 上田市立第三中学校在学中、同級生であった中沢堅司（現・なかざわけんじ）と赤塩正樹は別々の高校に進学したものの「スプリング・ブリーズ」というバンドを結成。しかし大学進学、上京を機にバンドは解散へと至る[1]。
- 大学在学中に2人で活動をすることを決意。グループ名は「イエロー・ウイングス」も候補に挙がっていたが[1]、H2Oに決定。化学式の表記をグループ名にすることで「化学反応を起こしたい」という意味合いもあったとしている[1]。活動をはじめた2人が作ったデモテープが認められ、ミュージシャンの林立夫の紹介で、大学2年生の時に[1]アミューズに籍を預けることになる。「H2O」はプロデビューへ向けた楽曲制作に取り掛かるも、プロデューサーから幾たびも直しを言い渡され続けたという。
- 1980年6月、薬師丸ひろ子主演映画「翔んだカップル」の挿入歌「ローレライ」でデビュー。その後、TV版「翔んだカップル」の主題歌「僕等のダイアリー」が続けてヒット。
- 1981年に改名の話があった。同じアミューズ所属の桑田佳祐が考案した「太郎山ブラザーズ」（この名前は、地元・上田市の太郎山で二人がバンド練習をしていたという話から。ファーストアルバム「Water Land」のキャッチコピーが「ファースト&ラストアルバム」となっていたのも、この話があったということによる）に改める予定があったが、アミューズ社長の大里洋吉の鶴の一声でこれは取りやめになった[1]。
- 1983年3月25日、5枚目のシングル「想い出がいっぱい/10%の雨予報」をリリース。両A面シングルであり、両楽曲共にフジテレビ系アニメ『みゆき』のエンディング曲（前者）、およびオープニング曲（後者）に起用され、大ヒット。一躍知名度を上げた。この曲のレコーディング前に、事務所から「あと半年で契約を終了しよう」と言われていたとのことで、起死回生と言えるヒットとなった[1]。
- 2人はオリジナル曲での活動を求めていたが、事務所の方針でシングル発表される曲は有名な作詞・作曲家の手によるものが多く、自分たちの楽曲はB面やアルバム収録曲に留まっていた。また『想い出がいっぱい』以降は大きなヒット曲に恵まれなかったことに加え、音楽番組やヒットチャートではアイドルや、後にJ-POPと呼ばれるバンドの楽曲が華を咲かせていたため、フォークデュオの形態で歌う2人はジレンマと焦りを感じていたという。当時アミューズに勤務していた寺内壮が新たにマネージャーに着任し、今後の方針を話し合う席で解散の意思を伝えた。
- 1985年、解散。2人は別々の道を歩むこととなる。
- 1999年に再結成、上田市制80周年のイメージソング「ここにおいでよ」をビクターエンタテインメント（現：JVCケンウッド・ビクターエンタテインメント）から発売。
- 2003年にはセルフカバーによる「想い出がいっぱい 〜the 21st century〜」を発売。その後、解散。
- なかざわけんじは、解散後、1987年 「Kenji Nakazawa With Fiction Band」発売(テイチクレコード)ソロアーティストとしてデビュー。

ライブ活動をメインとしながらスタジオミュージシャンとして光GENJIのレコーディングに参加。以降のソロ作品としては
- 2008年 シングル「恋ごころ」(Very Records)
- 2010年 アルバム「Happy way」(ポニーキャニオン)
- 2012年シングル「あの時の少女へ」(Very Records)
- 2015年アルバム「35」(Very Records)
- 2019年アルバム「お陽さまが見てる」(Kenji Records)
- 提携楽曲として、2022年6月1日 日向坂46「もうこんなに好きになれない」作曲

「SMAP×SMAP」等、多数テレビ出演。2004年から熊本に移住し全国的な音楽活動中。2010年から、熊本RKKラジオレギュラー番組「なかざわけんじ&すみママの想い出がいっぱい」継続中。
所属事務所　オフィスNAKAZAWA MUTOWN ENTERTAINMENT
- 赤塩正樹は、解散後、1985年に渡米し、ニューヨーク大学教育学大学院を卒業。帰国後はフジパシフィック音楽出版（現：フジパシフィックミュージック）で専属作曲家を経て、現在 A.K.A Planet にてプロデュース、アーティスト、語学コンサルタントをしている。2012年3月8日、ドイツ、ベルリン・フィルハーモニーにて彼の新曲「絆のチカラ」が初演された。

## ディスコグラフィー

### シングル
|                          | 発売日         | タイトル                              | c/w                                      | 規格品番      |
| Kitty Records            | Kitty Records  | Kitty Records                         | Kitty Records                            | Kitty Records |
| ------------------------ | -------------- | ------------------------------------- | ---------------------------------------- | ------------- |
| 1st                      | 1980年6月21日  | ローレライ                            | SPANISH CLASS                            | DKQ-1085      |
| 2nd                      | 1980年11月4日  | 僕等のダイアリー                      | ジョバンニ                               | 7DK-7003      |
| 3rd                      | 1981年8月21日  | グッタイミングですべりこみ            | ブルーベリーの頃                         | 7DK-7014      |
| 4th                      | 1982年7月25日  | HELLO VIBRATION                       | LONELY                                   | 7DS-0013      |
| 5th                      | 1983年3月25日  | 想い出がいっぱい                      | 10%の雨予報                              | 7DS-0036      |
| 5th                      | 1996年7月25日  | 想い出がいっぱい                      | 10%の雨予報                              | KTDR-2164     |
| 5th                      | 1996年1月25日  | 想い出がいっぱい                      | Good-byeシーズン                         | KTDR-2149     |
| 6th                      | 1983年10月1日  | Good-byeシーズン                      | 振り向けばBroken Heart                   | 7DS-0058      |
| 7th                      | 1984年6月25日  | 風のロマンス                          | 虹のルージュ                             | 7DS-0071      |
| 8th                      | 1984年11月1日  | So Long 想 Long                       | サマードリーム                           | 7DS-0084      |
| ユニバーサルミュージック |                |                                       |                                          |               |
| 9th                      | 2003年10月29日 | 想い出がいっぱい 〜the 21st century〜 | 想い出がいっぱい（オリジナルバージョン） | UMCK-5109     |

### スプリットシングル
|                            | 発売日                     | タイトル                   | c/w                        | 規格品番                   |
| ビクターエンタテインメント | ビクターエンタテインメント | ビクターエンタテインメント | ビクターエンタテインメント | ビクターエンタテインメント |
| -------------------------- | -------------------------- | -------------------------- | -------------------------- | -------------------------- |
| 1st                        | 1999年7月28日              | ここにおいでよ             | 瑠璃色の街（諏訪ひろみ）   |                            |

### アルバム

#### スタジオ・アルバム
|               | タイトル | 規格          | 発売日        | 規格品番      |
| Kitty Records | Kitty Records | Kitty Records | Kitty Records | Kitty Records |
| ------------- | --- | ------------- | ------------- | ------------- |
| 1st           | WATERLAND - LPレコードでは、1〜5までがSIDE-A、6〜10までがSIDE-B。 1. ローレライ 作詞：赤塩正樹 / 作曲：中沢堅司 / 編曲：林立夫・深町純 2. 泣かないで Little Bird 作詞：森雪之丞 / 作曲：赤塩正樹 / 編曲：佐藤博 3. ブルーベリーの頃 作詞：山川啓介 / 作曲：中沢堅司・赤塩正樹 / 編曲：杉山トム 4. 恋の冒険小説 作詞：森雪之丞 / 作曲：赤塩正樹・中沢堅司 / 編曲：林立夫 5. 僕等のダイアリー 作詞：来生えつこ / 作曲：来生たかお / 編曲：星勝 6. TONIGHT 作詞：赤塩正樹 / 作曲：中沢堅司 / 編曲：穂口雄右 7. MY LADY'S GONE 作詞：赤塩正樹 / 作曲：赤塩正樹 / 編曲：穂口雄右 8. DOES SHE NEED ME 作詞：赤塩正樹 / 作曲：赤塩正樹・中沢堅司 / 編曲：穂口雄右 9. SPANISH CLASS 作詞：赤塩正樹 / 作曲：中沢堅司 / 編曲：佐藤博 10. LORELEI 作詞：赤塩正樹 / 作曲：中沢堅司 / 編曲：林立夫・深町純 | LP            | 1981年5月21日 | 28MK-0013     |
| 1st           | WATERLAND - LPレコードでは、1〜5までがSIDE-A、6〜10までがSIDE-B。 1. ローレライ 作詞：赤塩正樹 / 作曲：中沢堅司 / 編曲：林立夫・深町純 2. 泣かないで Little Bird 作詞：森雪之丞 / 作曲：赤塩正樹 / 編曲：佐藤博 3. ブルーベリーの頃 作詞：山川啓介 / 作曲：中沢堅司・赤塩正樹 / 編曲：杉山トム 4. 恋の冒険小説 作詞：森雪之丞 / 作曲：赤塩正樹・中沢堅司 / 編曲：林立夫 5. 僕等のダイアリー 作詞：来生えつこ / 作曲：来生たかお / 編曲：星勝 6. TONIGHT 作詞：赤塩正樹 / 作曲：中沢堅司 / 編曲：穂口雄右 7. MY LADY'S GONE 作詞：赤塩正樹 / 作曲：赤塩正樹 / 編曲：穂口雄右 8. DOES SHE NEED ME 作詞：赤塩正樹 / 作曲：赤塩正樹・中沢堅司 / 編曲：穂口雄右 9. SPANISH CLASS 作詞：赤塩正樹 / 作曲：中沢堅司 / 編曲：佐藤博 10. LORELEI 作詞：赤塩正樹 / 作曲：中沢堅司 / 編曲：林立夫・深町純 | CD            | 1995年5月25日 | KTCR-1531     |
| 2nd           | Wait a Second - LPレコードでは、1〜5までがSIDE-A、6〜10までがSIDE-B。 - 全編曲：星勝 1. HELLO VIBRATION 作詞：ちあき哲也 / 作曲：星勝 2. 一足遅れのロマン 作詞：滝御夏子 / 作曲：中沢堅司 3. やわらかなさよなら 作詞：ちあき哲也 / 作曲：赤塩正樹 4. PASSING RAIN 作詞：有川正沙子 / 作曲：中沢堅司 5. 黄昏のワイン 作詞：来生えつこ / 作曲：赤塩正樹 6. 見知らぬ人でなく 作詞：ちあき哲也 / 作曲：星勝 7. LONELY 作詞：有川正沙子 / 作曲：赤塩正樹 8. 朝もやのシルエット 作詞：滝御夏子 / 作曲：中沢堅司 9. CHANDELIER 作詞：赤塩正樹 / 作曲：赤塩正樹 10. 水平線が見えたなら… 作詞：ちあき哲也 / 作曲：中沢堅司 | LP            | 1982年2月25日 | 28MK-0026     |
| 2nd           | Wait a Second - LPレコードでは、1〜5までがSIDE-A、6〜10までがSIDE-B。 - 全編曲：星勝 1. HELLO VIBRATION 作詞：ちあき哲也 / 作曲：星勝 2. 一足遅れのロマン 作詞：滝御夏子 / 作曲：中沢堅司 3. やわらかなさよなら 作詞：ちあき哲也 / 作曲：赤塩正樹 4. PASSING RAIN 作詞：有川正沙子 / 作曲：中沢堅司 5. 黄昏のワイン 作詞：来生えつこ / 作曲：赤塩正樹 6. 見知らぬ人でなく 作詞：ちあき哲也 / 作曲：星勝 7. LONELY 作詞：有川正沙子 / 作曲：赤塩正樹 8. 朝もやのシルエット 作詞：滝御夏子 / 作曲：中沢堅司 9. CHANDELIER 作詞：赤塩正樹 / 作曲：赤塩正樹 10. 水平線が見えたなら… 作詞：ちあき哲也 / 作曲：中沢堅司 | CD            | 1995年5月25日 | KTCR-1532     |
| 3rd           | EMOTION - LPレコードでは、1〜5までがSIDE-A、6〜10までがSIDE-B。 1. YOU & I 作詞・作曲：中沢堅司 / 編曲：六川正彦 2. 想い出を風に乗せて 作詞・作曲：赤塩正樹 / 編曲：林正宏 3. 愛は時を超えて 作詞・作曲：中沢堅司 / 編曲：六川正彦 4. 明日への誓い 作詞・作曲：赤塩正樹 / 編曲：林正宏 5. 想い出がいっぱい 作詞：阿木耀子 / 作曲：鈴木キサブロー / 編曲：萩田光雄 6. いつも君と 作詞・作曲：中沢堅司 / 編曲：六川正彦 7. Lost In The Rain 作詞・作曲：赤塩正樹 / 編曲：林正宏 8. 10%の雨予報 作詞：阿木耀子 / 作曲：鈴木キサブロー / 編曲：萩田光雄 9. 守れない約束 作詞：竜真知子 / 作曲：中沢堅司・赤塩正樹 / 編曲：林正宏 10. 二人の船 作詞・作曲：赤塩正樹 / 編曲：林正宏 | LP            | 1983年4月25日 | 28MS-0032     |
| 3rd           | EMOTION - LPレコードでは、1〜5までがSIDE-A、6〜10までがSIDE-B。 1. YOU & I 作詞・作曲：中沢堅司 / 編曲：六川正彦 2. 想い出を風に乗せて 作詞・作曲：赤塩正樹 / 編曲：林正宏 3. 愛は時を超えて 作詞・作曲：中沢堅司 / 編曲：六川正彦 4. 明日への誓い 作詞・作曲：赤塩正樹 / 編曲：林正宏 5. 想い出がいっぱい 作詞：阿木耀子 / 作曲：鈴木キサブロー / 編曲：萩田光雄 6. いつも君と 作詞・作曲：中沢堅司 / 編曲：六川正彦 7. Lost In The Rain 作詞・作曲：赤塩正樹 / 編曲：林正宏 8. 10%の雨予報 作詞：阿木耀子 / 作曲：鈴木キサブロー / 編曲：萩田光雄 9. 守れない約束 作詞：竜真知子 / 作曲：中沢堅司・赤塩正樹 / 編曲：林正宏 10. 二人の船 作詞・作曲：赤塩正樹 / 編曲：林正宏 | CD            | 1995年5月25日 | KTCR-1533     |
| 4th           | NEXT CORNER - LPレコードでは、1〜5までがSIDE-A、6〜10までがSIDE-B。 1. 夏の海図 作詞：秋元康 / 作曲：松田良 / 編曲：萩田光雄 2. 虹のルージュ 作詞：康珍化 / 作曲：財津和夫 / 編曲：星勝 3. あの頃はいつもマドンナ 作詞：大津あきら / 作曲：和泉常寛 / 編曲：星勝 4. 風のロマンス 作詞：秋元康 / 作曲：鈴木康博 / 編曲：星勝 5. So Long 想 Long 作詞：阿久悠 / 作曲：赤塩正樹 / 編曲：星勝 6. きみと僕のマザーグース 作詞：松尾由起夫 / 作曲：財津和夫 / 編曲：萩田光雄 7. Passage 作詞：松尾由起夫 / 作曲：鈴木キサブロー / 編曲：萩田光雄 8. サマードリーム 作詞：秋元康 / 作曲：中沢堅司 / 編曲：星勝 9. 5月14日の Suddenly 作詞：秋元康 / 作曲：鈴木康博 / 編曲：萩田光雄 10. 次のまがり角 作詞：秋元康 / 作曲：松田良 / 編曲：星勝                                                        | LP            | 1985年2月25日 | 28MS-0071     |
| 4th           | NEXT CORNER - LPレコードでは、1〜5までがSIDE-A、6〜10までがSIDE-B。 1. 夏の海図 作詞：秋元康 / 作曲：松田良 / 編曲：萩田光雄 2. 虹のルージュ 作詞：康珍化 / 作曲：財津和夫 / 編曲：星勝 3. あの頃はいつもマドンナ 作詞：大津あきら / 作曲：和泉常寛 / 編曲：星勝 4. 風のロマンス 作詞：秋元康 / 作曲：鈴木康博 / 編曲：星勝 5. So Long 想 Long 作詞：阿久悠 / 作曲：赤塩正樹 / 編曲：星勝 6. きみと僕のマザーグース 作詞：松尾由起夫 / 作曲：財津和夫 / 編曲：萩田光雄 7. Passage 作詞：松尾由起夫 / 作曲：鈴木キサブロー / 編曲：萩田光雄 8. サマードリーム 作詞：秋元康 / 作曲：中沢堅司 / 編曲：星勝 9. 5月14日の Suddenly 作詞：秋元康 / 作曲：鈴木康博 / 編曲：萩田光雄 10. 次のまがり角 作詞：秋元康 / 作曲：松田良 / 編曲：星勝                                                        | CD            | 1995年5月25日 | KTCR-1534     |

### ベスト・アルバム
|                          | 発売日         | タイトル                                 | 発売元                   | 規格品番      |
| Kitty Records            | Kitty Records  | Kitty Records                            | Kitty Records            | Kitty Records |
| ------------------------ | -------------- | ---------------------------------------- | ------------------------ | ------------- |
| 1st                      | 1983年10月25日 | POOL                                     | Kitty Records            | 28MS-0043     |
| 1st                      | 1989年12月25日 | POOL                                     | Kitty Records            | H00K-20168    |
| 2nd                      | 1995年11月25日 | Biography                                | Kitty Records            | KTCR-1355     |
| 3rd                      | 1996年8月25日  | Splash!                                  | Kitty Records            | KTCR-1386     |
| 4th                      | 1996年11月21日 | H2O                                      | Kitty Records            | KTCR-9037     |
| キティMME                |                |                                          |                          |               |
| 5th                      | 2001年6月21日  | 夏色の雫 〜H2O BEST SELECTION〜          | キティMME                | UMCK-1036     |
| 6th                      | 2001年12月19日 | スーパー・バリュー                       | キティMME                | UMCK-8008     |
| ユニバーサルミュージック |                |                                          |                          |               |
| 7th                      | 2003年11月26日 | 想い出がいっぱい 〜the best collection〜 | ユニバーサルミュージック | UMCK-1175     |
| 8th                      | 2004年9月8日   | ゴールデン☆ベスト H2O                    | ユニバーサルミュージック | UICZ-6049     |
| 8th                      | 2012年12月5日  | ゴールデン☆ベスト H2O                    | ユニバーサルミュージック | UPCY-9293     |
| 9th                      | 2005年11月9日  | H2O Best10                               | ユニバーサルミュージック | UPCY-9026     |
| 10th                     | 2007年12月19日 | エッセンシャル・ベスト H2O               | ユニバーサルミュージック | UPCY-9144     |

### タイアップ一覧
| 楽曲                                  | タイアップ                                                                                        |
| ------------------------------------- | ------------------------------------------------------------------------------------------------- |
| ローレライ                            | 映画『翔んだカップル』挿入歌                                                                      |
| 僕等のダイアリー                      | フジテレビ系ドラマ『翔んだカップル』主題歌                                                        |
| HELLO VIBRATION                       | フジテレビ系アニメ『みゆき』挿入歌                                                                |
| 想い出がいっぱい                      | フジテレビ系アニメ『みゆき』エンディングテーマ セゾン自動車火災保険「おとなの自動車保険」CMソング |
| 10％の雨予報                          | フジテレビ系アニメ『みゆき』オープニングテーマ                                                    |
| Good-byeシーズン                      | フジテレビ系アニメ『みゆき』エンディングテーマ                                                    |
| ここにおいでよ                        | 上田市制80周年イメージソング                                                                      |
| 想い出がいっぱい 〜the 21st century〜 | キヤノン「PIXUS」CMソング                                                                         |

## その他
- 1980年7月、ギタリスト今剛のファーストソロアルバム『STUDIO CAT』に「THINK ABOUT THE GOOD TIMES」「GO AHEAD」の2曲を提供している。どちらも英語詞であるが、解散後にリリースされたベストアルバム『Splash!』（1996年）に日本語詞による2曲のセルフカバーが未発表曲として収録されている（2曲のうち「THINK ABOUT THE GOOD TIMES」は「REVIEW 1999」に曲名が変更された）。

- 1984年2月、柏原芳恵のシングル「ト・レ・モ・ロ」にはバック・コーラスとしてレコーディングに参加している。

- 2011年8月、サントリーフーズ 『BOSS 懐かしのヒット曲歌謡祭』6缶パックケース1箱に1枚、8cmCDを貼付して販売する企画シリーズ（全30曲）。H2Oは『想い出がいっぱい』を提供。8月16日の第1弾シリーズ「ゼロの頂点」缶に貼付された[2]。

## メディア出演

### テレビ出演
- 翔んだカップル（1981年、フジテレビ） - ゲスト出演
- ザ・ベストテン （1983年、TBS）
- ザ・トップテン （1983年、日本テレビ）
- ザ・ベストヒット'83（1983年、テレビ朝日）
- 夜のヒットスタジオ（1983年、フジテレビ）
- ヤンヤン歌うスタジオ（1983年、テレビ東京）
- 突然ガバチョ!（1983年、毎日放送）
- プロポーズ大作戦 (バラエティ番組)（1983年、朝日放送）
- ミュージック・スペシャル'84　歌って笑って　名古屋城（1984年、名古屋テレビ）
- おはようスタジオ（1985年、テレビ東京）
- うた世紀ベストテン（2000年5月29日、テレビ東京）

### 映画
- 翔んだカップル（1980年7月26日、東宝） - 学園祭のバンド 役